# Domingo Capecelatro
Domingo Capecelatro, markiz de Capecelatro (zm. 1741) – hiszpański dyplomata.
W latach 1702–1704 był hiszpańskim posłem nadzwyczajnym (envoyé extraordinaire) w  Lizbonie. Był też zaangażowany w sprawy osadnictwa w Montevideo. W latach 1716–1735 znów ambasador w Portugalii.